# Randstad N.V.
Randstad N.V. is een Nederlands bedrijf voor uitzendwerk en HR-diensten. Het werd in 1960 opgericht door Frits Goldschmeding en Gerrit Daleboudt.

## Activiteiten
Het bedrijf telde in 2023 gemiddeld 43.340 eigen medewerkers en dagelijks waren er ruim 600.000 mensen via Randstad aan het werk bij andere bedrijven. Wereldwijd waren er toen bijna 4700 vestigingen. Het bedrijf is actief in circa 40 landen en in 2023 waren de belangrijkste Europese markten Frankrijk, Nederland, Italië, Duitsland, België, Luxemburg en het Iberische schiereiland. Buiten Europa is Noord-Amerika de belangrijkste markt. Randstad werkt ook onder de merknamen Tempo-Team en Yacht. De holding is genoteerd aan Euronext Amsterdam en maakt deel uit van de AEX-index.
Belangrijke concurrenten zijn Adecco en Manpower, maar deze zijn kleiner dan Randstad. Deze drie samen hadden in 2023 een wereldwijd marktaandeel van 12% in een zeer versplinterde maar grote markt. De totale markt voor uitzendkrachten, gemeten in omzet, wordt getaxeerd op bijna 600 miljard euro in 2023.
Randstad heeft gewone en preferente aandelen uitstaan. De gewone aandelen hebben een stem per aandeel. De preferente aandelen hebben voorrang op dividend, maar minder stemrecht. Per 31 december 2024 was de grootste aandeelhouder Stichting Stad en Lant, van Frits Goldschmeding, met 36% van de aandelen en 36% van het stemrecht. De Stichting Administratiekantoor Preferente Aandelen Randstad Holding heeft 29% van de aandelen, maar 10% van het stemrecht. NN Group heeft 12% van de aandelen, maar 3% stemrecht en ASR 5% en 1% respectievelijk.

## Geschiedenis
De economiestudent Frits Goldschmeding (1933-2024) was tijdens zijn studie aan de Vrije Universiteit in Amsterdam gefascineerd door de mogelijkheid tijdelijke werkkrachten in te zetten, wat in die tijd weinig voorkwam. Voor zijn afstudeerscriptie deed hij onderzoek naar de mogelijkheid van die markt. In zijn studentenkamer in Amsterdam besloot hij daarna Uitzendbureau Amstelveen te beginnen en enkele jaren later werd het bedrijf omgedoopt tot Randstad. Het eenmansbedrijfje behaalde in het eerste jaar een winst van 9,53 gulden. Niet lang daarna volgden vestigingen in Leiden en Rotterdam.
Vanaf 1965 ging Randstad de grens over: eerst met een vestiging in Brussel en in 1967 ging de eerste vestiging in Londen open. Na aanvankelijke twijfel werd ervoor gekozen om ook in het buitenland de naam Randstad te gebruiken. In 1968 opende de eerste Duitse vestiging in Düsseldorf. In 1973 volgde Frankrijk.
Randstad kende eind jaren zeventig een aantal verschillende divisies, niet alleen meer in het pure uitzendwerk, maar ook in schoonmaakwerk en beveiliging. In 1978 werd daarom Randstad Holding nv opgericht, waar alle divisies in ondergebracht werden. Ook was Randstad inmiddels aan een groter hoofdkantoor toe. In Diemen werd daarvoor in 1977 de eerste paal geslagen aan de Wildenborch.
In maart 2011 trad Frits Goldschmeding af als vicevoorzitter van de raad van commissarissen. Zijn laatste termijn liep van 2007 tot 2011. Hij was nog de grootste aandeelhouder tot zijn overlijden op 26 juli 2024.
In 2018 is de naam gewijzigd naar Randstad N.V.

### Overnamen
Begin jaren tachtig werd concurrent Tempo-Team overgenomen voor 125.000 euro en de verplichting een grote schuld af te lossen. Randstad beschikte vanaf dat moment over een tweede merknaam. In 1992 nam Randstad ook het Nederlandse uitzendbedrijf Flex over, dat vestigingen had in onder andere België en Frankrijk. In Nederland werd Werknet overgenomen en geïntegreerd in Tempo-Team.
Om ook in de Verenigde Staten voet aan de grond te krijgen, kocht Randstad in 1993 bovendien TempForce, een lokaal uitzendbureau met twaalf kantoren in Atlanta. Datzelfde jaar volgde de overname van het eveneens Amerikaanse Jane Jones Enterprises. Later zouden ook bedrijven in andere landen worden overgenomen.
In 2007 werd het uitzendconcern Vedior overgenomen. Randstad bood 20,19 euro per aandeel, waarvan 9,50 euro in cash en de rest in aandelen Randstad. De combinatie werd de nummer twee van de wereld na Adecco.
In 2016 werd het Amerikaanse Monster.com voor 387 miljoen euro overgenomen.
Begin 2017 werd het Franse Ausy, een uitzendbureau gespecialiseerd in technisch adviseurs, ontwikkelaars en ingenieurs, ingelijfd. Randstad heeft hiervoor zo'n 280 miljoen euro betaald. Ausy is met 4500 medewerkers actief in tien landen en behaalde een omzet van bijna 400 miljoen euro.
In maart 2018 werd Randstad wereldwijd de grootste uitzender.